# Boswash

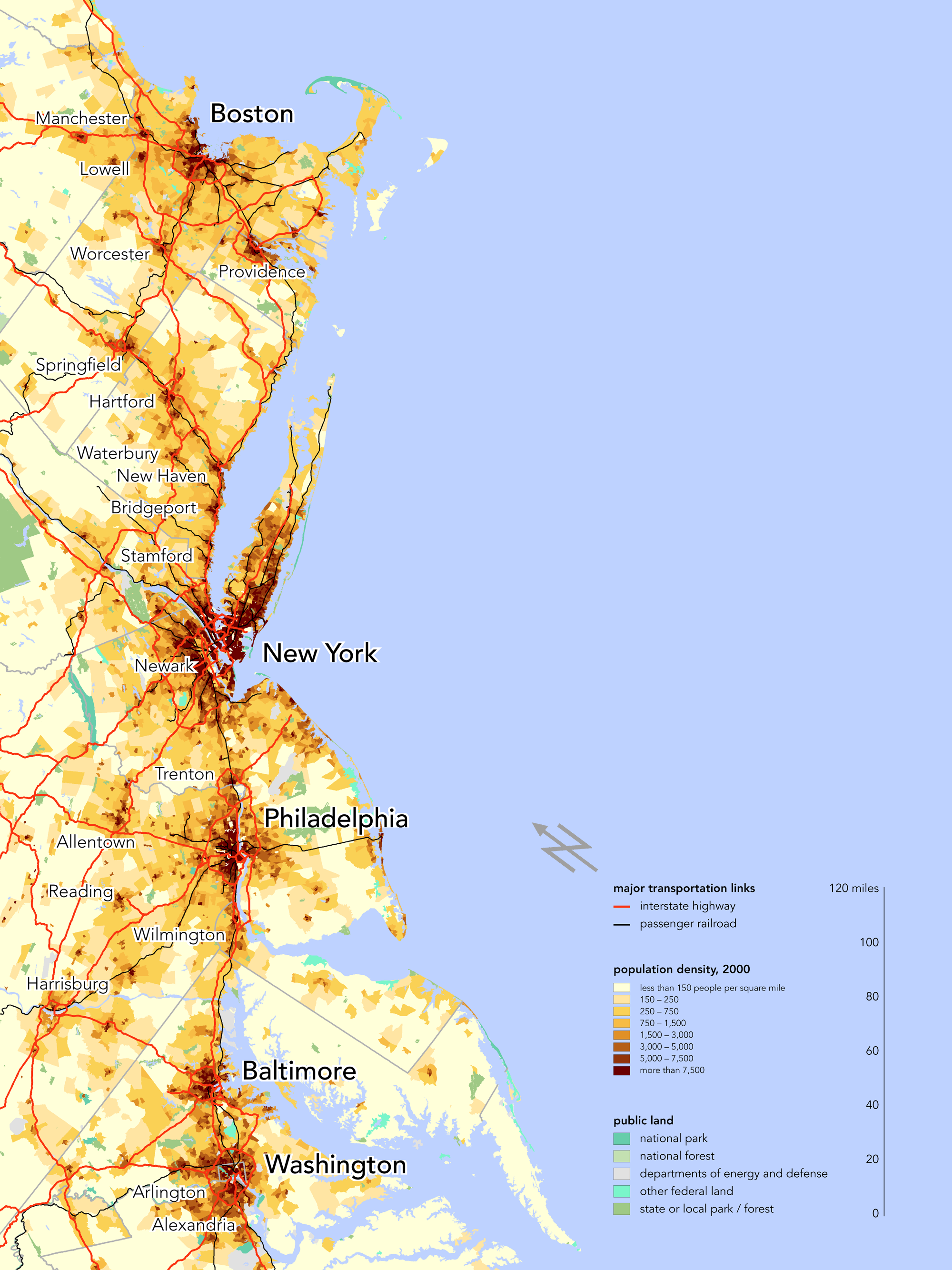
Karte von Boswash mit den wichtigsten Orten und ihrer Bevölkerungsdichte

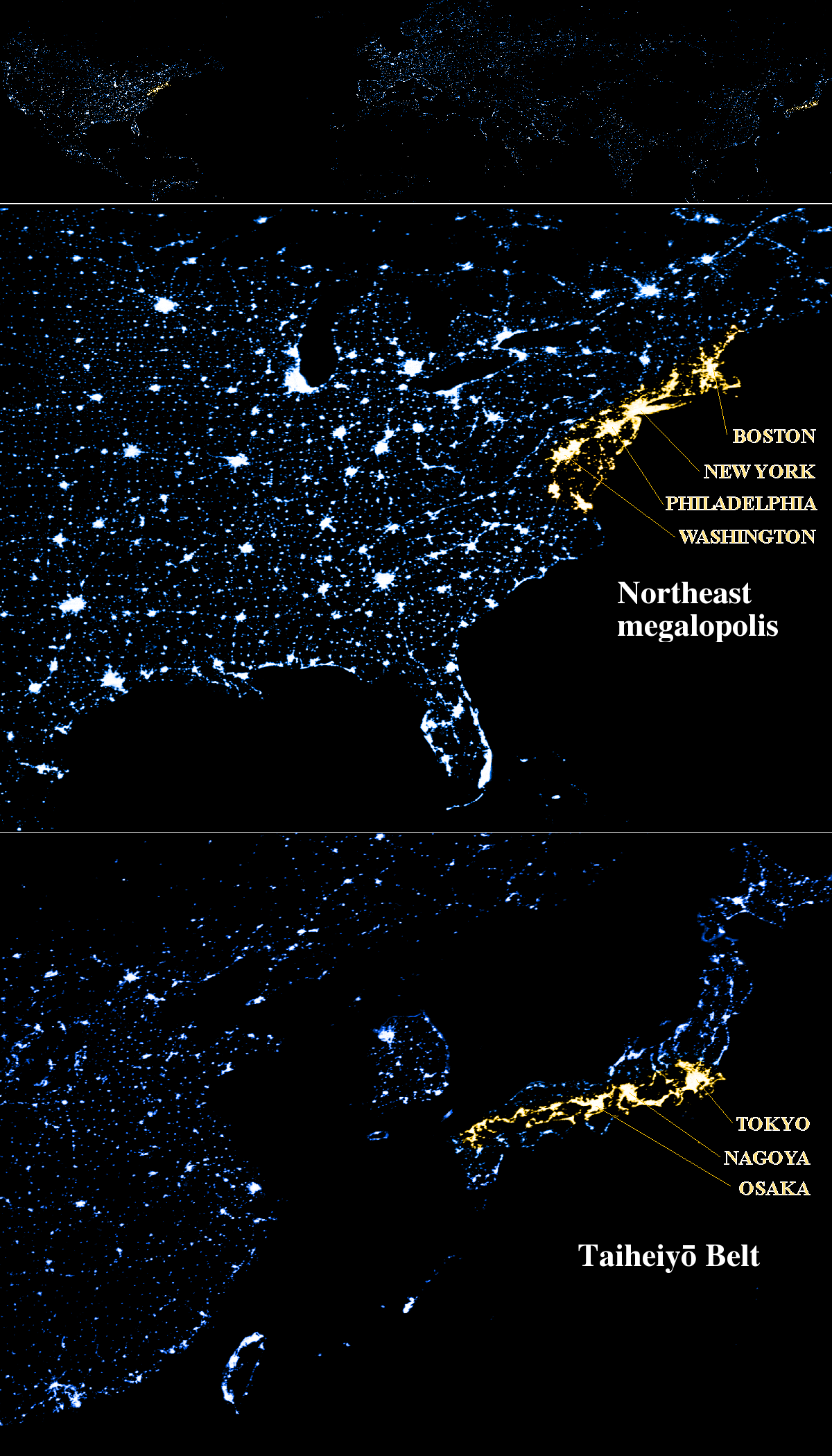
Nachtbild von Boswash (oben)

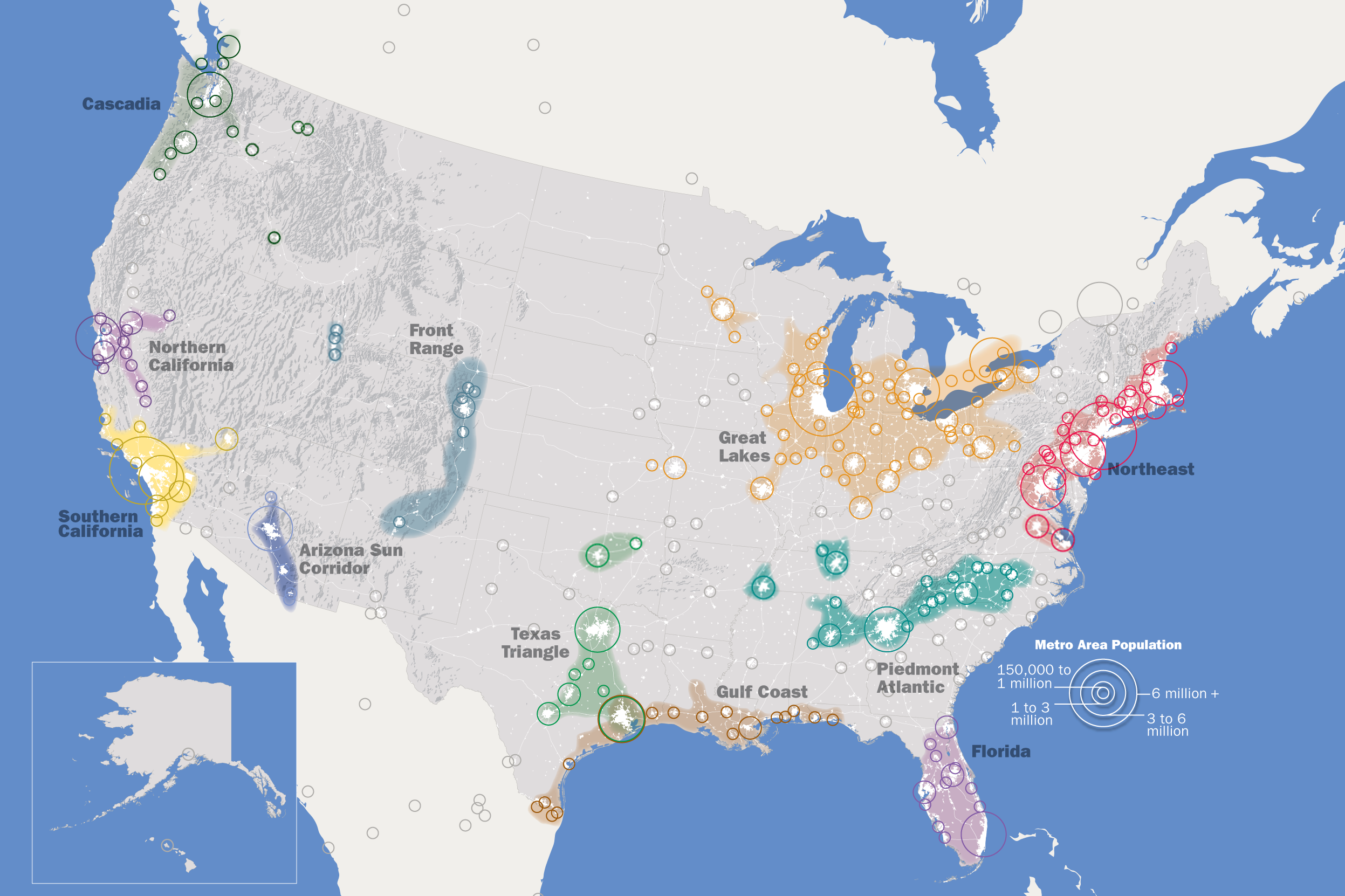
Karte der Megalopolen in den Vereinigten Staaten

Der Ausdruck Boswash (auch BosWash; Abk. f. from Boston to Washington „von B. nach W.“) bzw. Northeast megalopolis bezeichnet eine Megalopolis in den Vereinigten Staaten. Der Name kommt von den Städten an beiden Endpunkten, Boston und Washington, D.C. Die Bezeichnung Bosnywash (Boston, New York und Washington) ist seit 1971 (Leonard A. Swatridge) ebenfalls zu finden.
Im englischen Sprachgebrauch herrscht Binnengroßschreibung der Silben in den Namen der Megalopolen vor (BosWash, ChiPitts und SanSan). Im deutschsprachigen Kontext wird in der Regel jedoch nur der erste Buchstabe groß geschrieben.
Boswash erstreckt sich über das 750 km lange Städteband von Boston über New York City, Philadelphia, Baltimore bis Washington, D.C. an der Atlantikküste, wo mit etwa 45 Millionen Menschen rund 15 % der US-Bevölkerung auf nur 3 % der Staatsfläche leben. Es sind ca. 25 % der Industrie und ca. 12 % der Umweltverschmutzung hier vertreten.
Große Städte in der Boswash-Megalopolis sind (von Nord nach Süd):
- Manchester (New Hampshire)
- Nashua (New Hampshire)
- Cambridge (Massachusetts)
- Boston (Massachusetts)
- Providence (Rhode Island)
- Warwick (Rhode Island)
- Worcester (Massachusetts)
- Springfield (Massachusetts)
- New Bedford (Massachusetts)
- Fall River (Massachusetts)
- Hartford (Connecticut)
- Waterbury (Connecticut)
- New Haven (Connecticut)
- Bridgeport (Connecticut)
- Stamford (Connecticut)
- Yonkers (New York)
- New York City (New York) (Manhattan, Brooklyn, Queens, Staten Island, Bronx)
- Long Island (New York) (Nassau County und Suffolk County)
- Jersey City (New Jersey)
- Newark (New Jersey)
- Paterson (New Jersey)
- Edison (New Jersey)
- New Brunswick (New Jersey)
- Allentown (Pennsylvania)
- Princeton (New Jersey)
- Reading (New Jersey)
- Trenton (New Jersey)
- Philadelphia (Pennsylvania)
- Camden (New Jersey)
- Atlantic City (New Jersey)
- Wilmington (Delaware)
- Baltimore (Maryland)
- Columbia (Maryland)
- Annapolis (Maryland)
- Washington, D.C.
- Arlington (Virginia)
- Alexandria (Virginia)